# Valentyn Retjmedin
Valentyn Ostapovytj Retjmedin (ukrainska: Валентин Остапович Речмедін), född 12 februari 1916 i Andrusjivka, Guvernementet Kiev, Ryska imperiet (nuvarande Vinnytsia oblast, Ukraina), död 6 juni 1986 i Kiev, Ukrainska SSR, Sovjetunionen (nuvarande Ukraina), var en ukrainsk journalist och författare.
Retjmedin växte upp i byn Andrusjivka där fadern var skollärare. Han började sin journalistiska bana 1934 vid "Molodyj Bilsjovyk" (Ung bolsjevik) i Vinnytsia. Efter den sovjetiska ockupationen av östra Polen på hösten 1939 började han arbeta på "Vilna Ukraïna" (Fria Ukraina) och senare på "Leninska molod" (Lenins ungdom) i Lviv.  
Efter den tyska attacken på Sovjetunionen sommaren 1941 kom Retjmedin att stanna kvar i sina hemtrakter och blev senare aktiv inom den röda partisanrörelsen i trakten av Vinnytsia. Han var bland annat redaktör för "Partyzanska Pravda" inom den partisangrupp han tillhörde. Efter kriget erhöll han Röda stjärnans orden (Tjervona Zirka) och en rad andra medaljer.
Efter andra världskriget flyttade Retjmedin till Kiev där han började arbeta på tidningarna "Radjanska Ukraïna", "Literaturna Ukraïna" (som vice chefredaktör) och "Kultura i zjyttja" (som chefredaktör) och magasinet "Vittjyzna" (som vice chefredaktör).
Efter kriget började Retjmedin också skriva noveller som ofta byggde på egna upplevelser under kriget. Han skrev alltid på ukrainska, men flera av dem har översatts till ryska.